# Panegyra
Panegyra is een geslacht van vlinders van de familie bladrollers (Tortricidae).

## Soorten
- P. cosmophora Diakonoff, 1960
- P. flavicostana (Walsingham, 1891)
- P. sectatrix (Razowski, 1981)